# 부여 귀덕리 고인돌
부여 귀덕리 고인돌은 대한민국 충청남도 부여군 세도면에 있다. 2001년 1월 3일 부여군의 향토문화유산 제32호로 지정되었다.

## 개요
세도면사무소에서 동쪽r으로 강경방향 602번 지방도를 따라 2.1km쯤 가면 도로 북쪽으로 귀덕리 인세초등학교로 들어가는 도로 입구에서 약 80m 떨어진 민묘 날개 위에 고인돌이 1기가 있다. 이곳은 감박산에서 남쪽으로 뻗어 있는 구릉 말단부로서 동쪽과 서쪽으로 곡간분지가 있고 남쪽으로는 넓은 충적지가 펼쳐져 있는 입지상을 하고 있다. 이 개석은 크기가 315×180×70cm로 상당히 큰 편이며, 상면에 6개의 성혈이 있다.